# 노에우친다이역
노에우친다이역(일본어: 野江内代駅, のえうちんだいえき)은 일본 오사카부 오사카시 미야코지마구에 있는 오사카 시영 지하철의 철도역이다.

## 개요 및 역 구조
섬식 1면 2선의 승강장이 있는 지하역이다. 개찰구는 한 군데에만 있다.
지상의 출입구는 남북쪽에 2개가 있다.

### 승강장
| 1 | ■ 다니마치 선 | 히가시우메다 · 덴노지 · 야오미나미 방면 |
| 2 | ■ 다니마치 선 | 모리구치 · 다이니치 방면                |

## 역세권 정보
- 게이한 본선 노에 역(도보 10분)
- 우친다이 공원
- 노에미즈 신사
- 미야코지마우친다이 우체국

## 역사
- 1977년 4월 6일: 영업 개시.

## 인접역
| ■ 오사카 메트로 다니마치선       | ■ 오사카 메트로 다니마치선  | ■ 오사카 메트로 다니마치선     |
| -------------------------------- | --------------------------- | ------------------------------ |
| T15 세키메타카도노 다이니치 방면 | ■ 오사카 지하철 다니마치 선 | 미야코지마 T17 야오미나미 방면 |